# Вортем (Техас)
Вортем (англ. Wortham) — місто (англ. town) в США, в окрузі Фристоун штату Техас. Населення — 980 осіб (2020).

## Географія
Вортем розташований за координатами 31°47′24″ пн. ш. 96°27′40″ зх. д. / 31.79000° пн. ш. 96.46111° зх. д. (31.790075, -96.461119).  За даними Бюро перепису населення США в 2010 році місто мало площу 5,15 км², з яких 5,15 км² — суходіл та 0,00 км² — водойми.

## Демографія
Згідно з переписом 2010 року, у місті мешкали 1073 особи в 430 домогосподарствах у складі 255 родин. Густота населення становила 208 осіб/км².  Було 516 помешкань (100/км²).
Расовий склад населення:
| - 76,9 % — білих - 18,2 % — чорних або афроамериканців - 0,2 % — корінних американців - 2,9 % — осіб інших рас |

До двох чи більше рас належало 1,9 %. Частка іспаномовних становила 7,6 % від усіх жителів.
За віковим діапазоном населення розподілялося таким чином: 27,3 % — особи молодші 18 років, 54,5 % — особи у віці 18—64 років, 18,2 % — особи у віці 65 років та старші. Медіана віку мешканця становила 37,2 року. На 100 осіб жіночої статі у місті припадало 88,9 чоловіків;  на 100 жінок у віці від 18 років та старших — 80,1 чоловіків також старших 18 років.
Середній дохід на одне домашнє господарство  становив 48 156 доларів США (медіана — 34 698), а середній дохід на одну сім'ю — 55 306 доларів (медіана — 39 188). Медіана доходів становила 39 868 доларів для чоловіків та 32 054 долари для жінок. За межею бідності перебувало 17,2 % осіб, у тому числі 24,8 % дітей у віці до 18 років та 9,7 % осіб у віці 65 років та старших.
Цивільне працевлаштоване населення становило 421 особа. Основні галузі зайнятості: освіта, охорона здоров'я та соціальна допомога — 24,2 %, публічна адміністрація — 14,7 %, транспорт — 12,6 %, виробництво — 12,6 %.